# Lubieńce (stacja kolejowa)
Lubieńce (ukr. Любинці, ros. Любенцы) – stacja kolejowa w miejscowości Lubieńce, w rejonie stryjskim, w obwodzie lwowskim, na Ukrainie.
Stacja istniała przed II wojną światową.